# Catedral d'Eivissa
La catedral de la Verge de les Neus o d'Eivissa està situada Dalt Vila, a la ciutat d'Eivissa. Va ser construïda sobre l'antiga mesquita de Yebisah. És una catedral construïda en el segle xiii en estil gòtic català, tot i que la nau va ser remodelada a estil barroc.

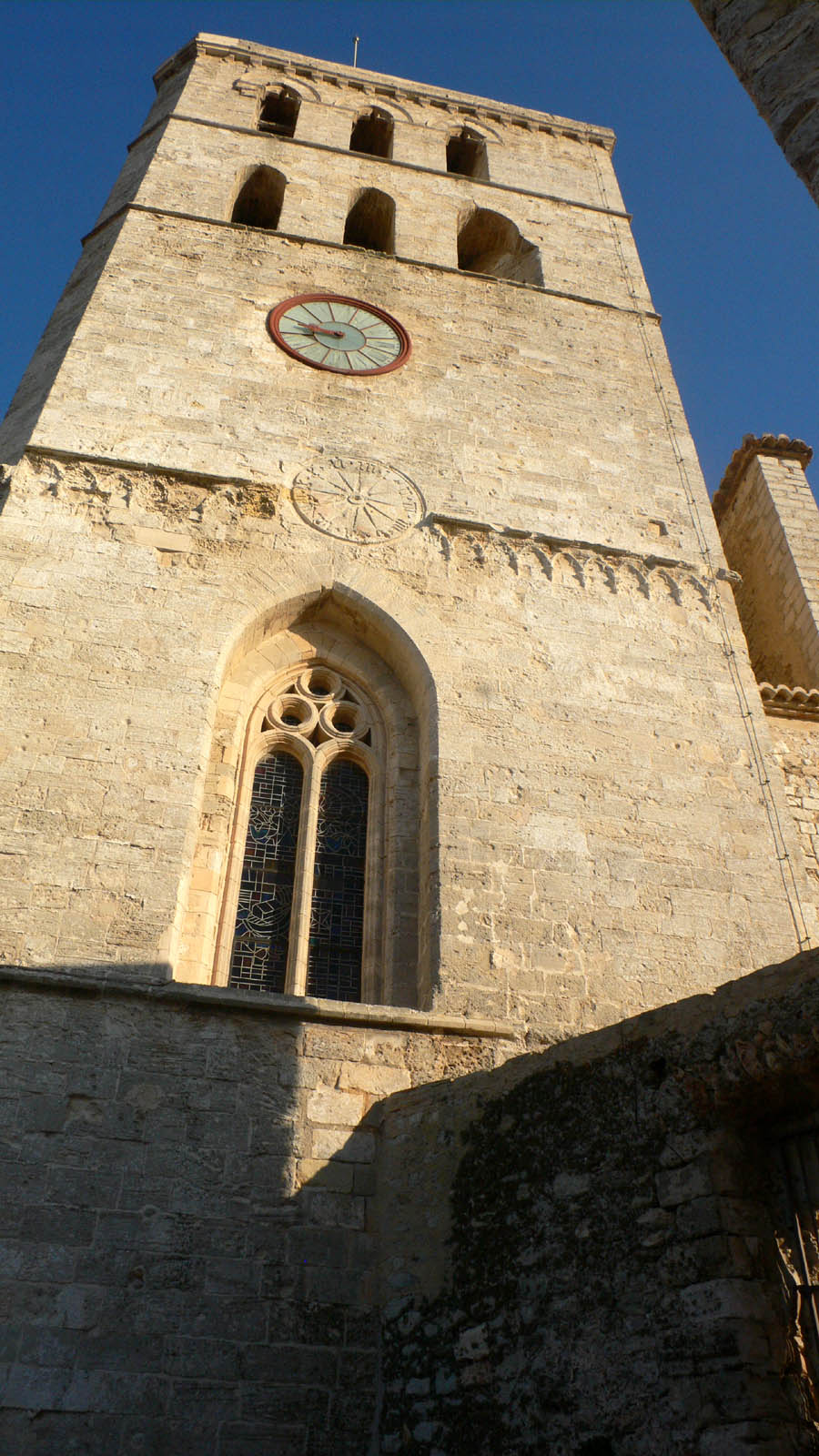
Catedral d'Eivissa

En aquesta catedral es ret culte a Santa Maria la Major, és a dir, la Mare de Déu de les Neus (patrona d'Eivissa), perquè eren les dues festivitats més properes al 8 d'agost, data de la conquesta d'Eivissa, i els catalans volien aixecar una església que commemorés tal esdeveniment. La celebració de Santa Maria es popularitzà molt durant el segle xiii per tradicions marianes a les quals Jaume I era proper. Així és com, a part de la catedral d'Eivissa, altres catedrals sorgides per la conquesta catalana també estan dedicades a Santa Maria, com la catedral de València. Durant el segle xvii el seu interior va ser completament remodelat en estil barroc. És visitable el museu de la sagristia.